# Mingshan (Ya'an)
Mingshan (en chino, 名山; pinyin, Míngshān) es desde 2012, un distrito urbano bajo la administración directa de la ciudad-prefectura de Ya'an. Se ubica en la provincia de Sichuan, centro-sur de la República Popular China. Su área es de 618 km² y su población total para 2010 superó los 256 mil habitantes. 

## Administración
Desde diciembre de 2019, el  Distrito Mingshan se divide en 13 pueblos que se administran en 2 subdistritos y 11 poblados.

## Toponimia
El topónimo Mingshan significa 'la Montaña Ming'.  Apareció en el año 593 durante la dinastía Sui, cuando el Condado Mengshan (蒙山) se reorganizó y se bautizó como Mingshan, tomando el nombre de una montaña famosa ubicada al noroeste del condado.